# Татищев Микита Олексійович
Микита Олексійович Татіщев (26 березня 1879, Відень, Австро-Угорщина — 3 квітня 1948, Париж, Франція) — бежецький повітовий предводитель дворянства, останній московський губернатор (виконувач обов'язків, 1916—1917).

## Біографія
З дворян Тверської губернії. Син полтавського губернатора Олексія Микитовича Татищева та Катерини Борисівни, уродженої княжни Мещерської.
Виховувався в Олександрівському ліцеї, по закінченні якого в 1899 почав службу по відомству Міністерства юстиції з зарахуванням до 1-го департаменту Урядового сенату. 28 серпня 1899 року вступив юнкером до Кавалергардського полку. 9 жовтня того ж року був зроблений корнетом. Був діловодом полкового суду, завідувачем полковим лазаретом і завідувачем навчання молодих солдатів у 2-му ескадроні.

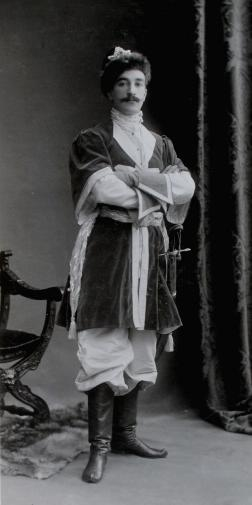
Н. А. Татищев на Костюмованому балі 1903 року

1 вересня 1905 року призначений ад'ютантом московського генерал-губернатора, з залишенням у списках Кавалергардського полку. 22 червня 1906 року зарахований до запасу гвардійської кавалерії та обраний бежецьким повітовим предводителем дворянства, на якій посаді пробув одне триріччя. 26 липня 1909 призначений ломжинським віце-губернатором, а 7 березня 1911 в чині колезького асесора переведений на ту ж посаду в Катеринославську губернію. Мав придворне звання камер-юнкера.
11 травня 1916 року в чині надвірного радника призначений виконуючим обов'язків московського губернатора. О. Татищев у своїх спогадах писав: «У травні Ніка, який був роком перед тим призначений курляндським губернатором, але через наш відступ не міг вступити у виправлення своєї посади і працював по Червоному хресті в одному з передових загонів, був, зовсім йому і всім нас несподівано, призначений губернатором у Москві. У момент призначення його загін пересувався з однієї ділянки фронту на іншу, і, пам'ятається, протягом, здається, 5-6 днів міністерство не могло з'ясувати його місцезнаходження, щоб сповістити про призначення». Звільнений після Лютневої революції.
Під час Громадянської війни в Росії перебував у Збройних силах Півдня Росії. З травня 1919 по березень 1920 року обіймав посаду Таврійського губернатора за призначенням генерала Денікіна.
На еміграції у Франції, жив у Парижі. Був членом правління, а потім головою Об'єднання колишніх вихованців Імператорського Олександрівського ліцею. Помер 1948 року. Похований на цвинтарі Батиньоль.

## Родина
З 12 листопада 1906 був одружений з фрейліною Дарією Федорівною Дубасовою (1888—1984), дочкою генерал-ад'ютанта Федора Васильовича Дубасова та Олександри Сергіївни, до шлюбу Сипягіної. Весілля було «блискучим. …У церкві був весь Петербург». Посадженим батьком нареченої був імператор Микола II.
У шлюбі народилися:
- Олексій (1908—1975)
- Федір (1909—1985)
- Олександра (1902-25 червня 1987, Уфа)